# Charles II. de Lorraine, duc de Mayenne

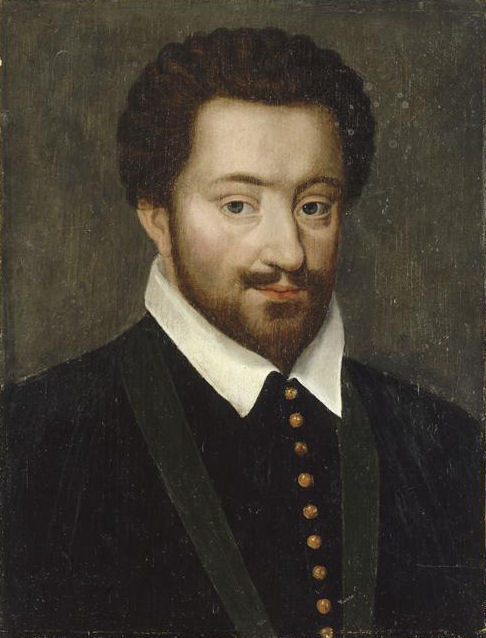
Charles II. de Lorraine-Guise, duc de Mayenne

Charles II. de Lorraine-Guise (* 26. März 1554 in Alençon; † 4. Oktober 1611 in Soissons) war ab 1573 Herzog von Mayenne sowie Graf von Maine.  Von Historikern wird er oft Charles II. genannt, da er der zweite Charles aus dem Haus Mayenne war. Der Vorgänger war Charles I., Vogt der Bretagne und Baron de Mayenne, auch genannt Charles de Blois (Sohn des Grafen von Blois).

## Familie
Charles II. war der Sohn François de Lorraine, duc de Guise aus dem Hause Guise, einer jüngeren Linie des Hauses Vaudémont, der seit 1483 regierenden Herzöge von Lothringen, und der Anna d’Este. Sein Bruder war Henri I. de Lorraine, duc de Guise.
Er heiratete am 6. August 1576 Henriette de Savoie-Villars († 1611), Tochter von Honorat II. de Savoie, marquis de Villars und Jeanne Françoise de Grailly-Foix, vicomtesse de Castillon. Ihre gemeinsamen Kinder waren:
- Henri (* 20. Dezember 1578; † 17. September 1621 bei der Belagerung von Montauban), 1599 Herzog von Aiguillon, 1611 Herzog von Mayenne; ⚭ Februar 1599 Henriette Gonzaga (* 3. September 1571; † 3. Juli 1614[1]), Tochter von Luigi Gonzaga und Henriette de Clèves, 11. Herzogin von Nevers
- Charles Emmanuel (* 19. Oktober 1581 † 14. September 1609), Graf von Sommariva
- Catherine (* 1585; † 8. März 1618); ⚭ Februar 1599 Carlo I. Gonzaga (* 6. Mai 1580; † 20. September 1637), Herzog von Mantua, 12. Herzog von Nevers, Sohn von Luigi Gonzaga und Henriette de Clèves, 11. Herzogin von Nevers (siehe oben)
- Renée († 25. September 1638[2]); ⚭ 1613 Mario II. Sforza (* 1594; † 26. September 1658), Duca di Ognano e Segni, Conte di Santa Fiore.

## Leben
Er war Erster Kammerherr sowie Gouverneur des Herzogtums Burgund und begleitete den späteren König Heinrich III. nach Polen. Im Sechsten Hugenottenkrieg eroberte er 1577 Brouage und nahm danach den Protestanten La Mure in der Dauphiné weg. Er wurde Admiral von Frankreich, verlor den Titel aber 1582 zugunsten des Herzogs von Joyeuse, einer der beiden Archimignons Heinrichs III.
Nach der Ermordung seines Bruders Henri im Dezember 1588 wurde er das Oberhaupt der Katholischen Liga. Im Jahr darauf, 1589, versuchte er vergeblich, den Kardinal von Bourbon zum König zu erheben.
Er wurde von Heinrich IV. 1589 in der Schlacht von Arques und 1590 in der Schlacht von Ivry geschlagen. 1591 ließ er die Anführer der Ligue parisienne hängen, die wiederum Barnabé Brisson, den Ersten Präsidenten des Parlements von Paris hingerichtet hatten. Er scheiterte 1593 mit seinem Versuch, sich von den Generalständen, die er nach Paris einberufen hatte, zum König wählen zu lassen. Am 5. Juni 1595 wurde er von Heinrich IV. in der Schlacht bei Fontaine-Française geschlagen. Er unterwarf sich ihm feierlich im November des gleichen Jahres und erhielt dafür 3.580.000 Livres sowie drei sichere Orte im Burgund, dessen Statthalterschaft er hingegen verlor.